# ایزابل روت
ایزابل روت (پرتغالی: Isabel Ruth؛ زادهٔ ۶ آوریل ۱۹۴۰) بازیگر اهل پرتغال است. او از سال ۱۹۶۳ تا کنون در بیش از ۵۰ فیلم بازی کرده است.
از فیلم‌هایی که در آن نقش داشته است، می‌توان به انقلاب جنسی، اصل عدم قطعیت و من دارم به خونه می‌روم اشاره کرد.